# Lamprologus ocellatus
Espèce
Lamprologus ocellatus est une espèce de poissons d'eau douce de la famille des Cichlidae.

## Répartition et habitat
Cette espèce est endémique du lac Tanganyika en Afrique.
Lamprologus ocellatus, l'un des plus petits cichlidés, loge principalement dans les coquilles vides des gastéropodes (conchylicole). En milieu naturel, il fréquente les lits de coquilles de Neothuma qui peuvent se compter par milliers.

## Description
Cette espèce peut mesurer jusqu'à environ 5 cm. Sa coloration est blanc argenté à jaune orangé suivant la provenance géographique. Les spécimens jaunes sont appelés commercialement L. ocellatus "gold" ; avec leur provenance géographique chez les collectionneurs confirmer (L. ocellatus "X").

## Dimorphisme sexuel
L'espèce est monomorphique, signifiant que les individus sont extrêmement difficiles ou impossible à sexer. On peut tout de même faire une distinction à l'âge adulte, le mâle est légèrement plus grand mais surtout d'aspect plus robuste ou lors de la reproduction. En aquarium, la femelle reste souvent au-dessus d'une coquille et le mâle au-dessus de tout son territoire qui peut comporter plusieurs femelles.

## Maintenance en aquarium
Cette espèce possède plusieurs qualités en font l'un des Cichlidés du lac Tanganyika les plus faciles à maintenir en aquarium :
- sa petite taille permet de maintenir une colonie dans un bac à partir de 100 litres ;
- sa reproduction est aisée, à partir de trois ou quatre individus on obtient généralement une petite colonie en quelques semaines ;
- son habitat conchylicole permet de peupler des zones de l'aquarium laissées vides par les autres espèces de cichlidés qui vivent en général dans les éboulis rocheux.

Pour maintenir Lamprologus ocellatus en aquarium, il faut créer un aquarium de type lac Tanganyika, c'est-à-dire avec pas ou peu de plantes, un éclairage assez faible, des pierres calcaires, et une eau basique et dure. Il faut ensuite disposer des coquilles d'escargot vides au fond de l'aquarium, en grand nombre et sur plusieurs couches. Les individus vont alors coloniser ce lit de coquilles et se reproduire. Un volume de 100 litres d'eau est un minimum pour héberger une colonie dans de bonnes conditions, et si on veut les mélanger avec d'autres espèces il faudra un volume plus important.
Ne jamais donner de vers rouges "vers de vase" pour les Cichlidés du lac Tanganyika.
| Origine         | Afrique           | Eau           | Eau douce    |
| Dureté de l'eau | 10-20 °GH         | pH            | 8,0-9,0      |
| Température     | Entre 23 et 26 °C | Volume mini.  | 100 L        |
| Alimentation    | Omnivore          | Taille adulte | Environ 5 cm |
| Reproduction    | Conchylicole      | Zone occupée  | Fond         |
| Sociabilité     | Interespèce       | Difficulté    | "Facile"     |

## Au Zoo
L'Aquarium du palais de la Porte Dorée présentait quelques couples de Lamprologus ocellatus "jaune" présenter au public en décembre 2014. Ils étaient maintenus dans une grande cuve "type spécifique lac Tanganyika" en compagnie d'autres poissons des genres Cyprichromis, Tropheus et Julidochromis. Ils sont aisément observables lors d'une promenade dans l'Aquarium.

## Galerie

Lamprologus ocellatus
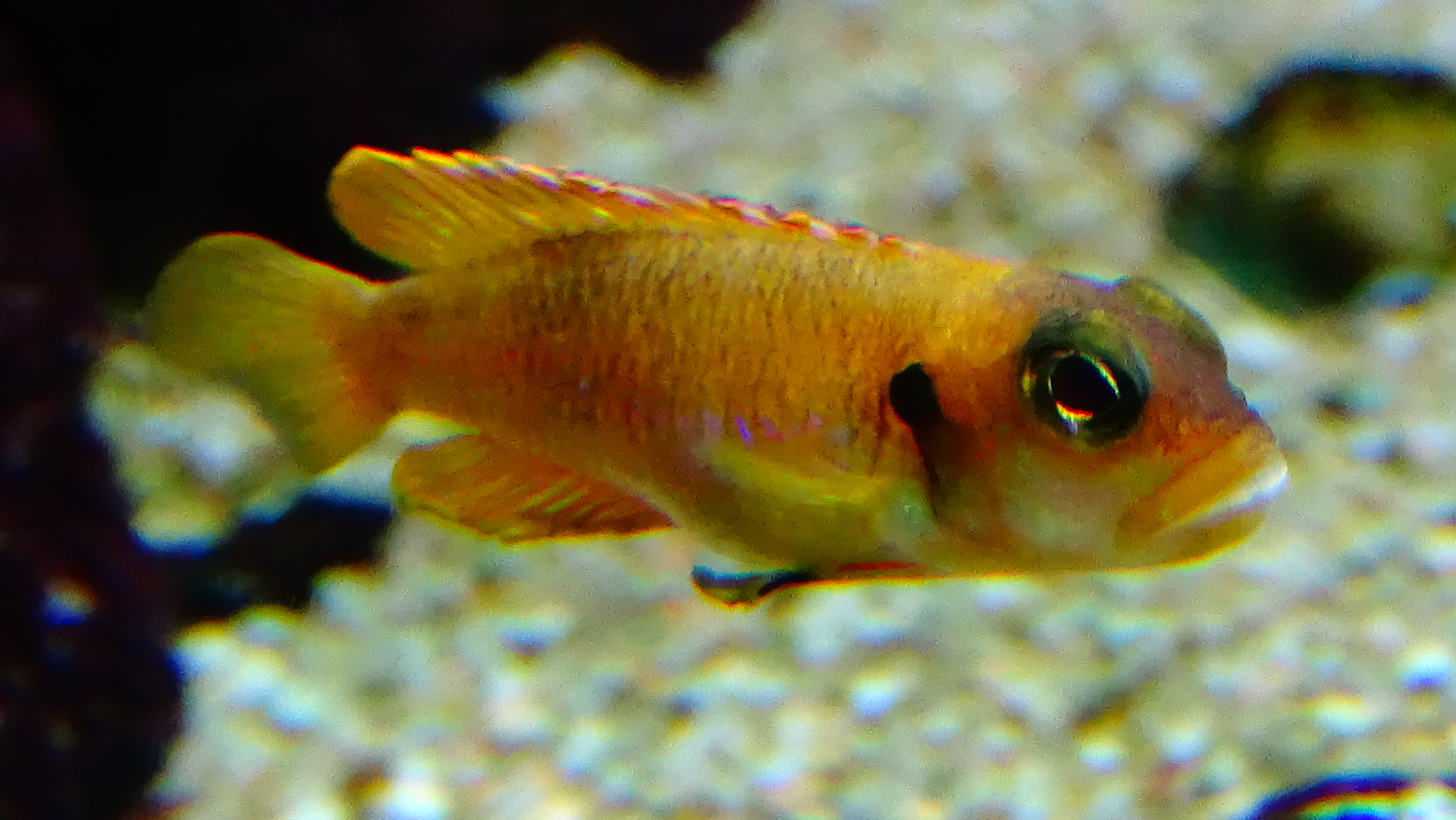
Femelle, variété « gold/orange ».
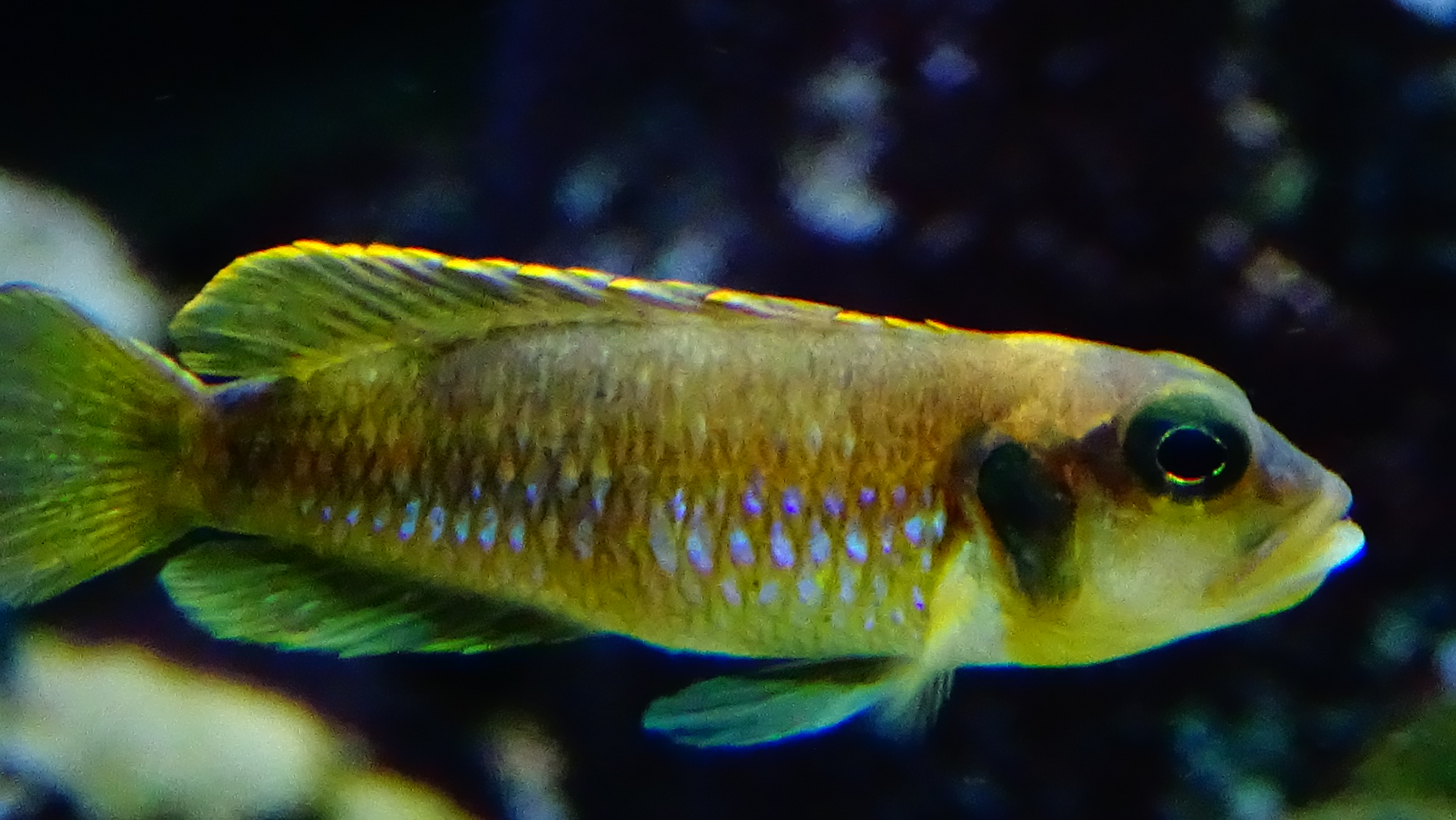
Mâle, variété « gold/orange ».
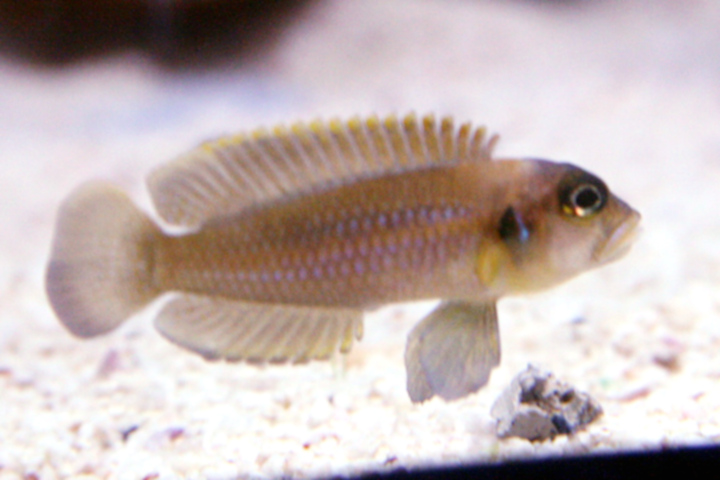
Variété « gold/orange ».
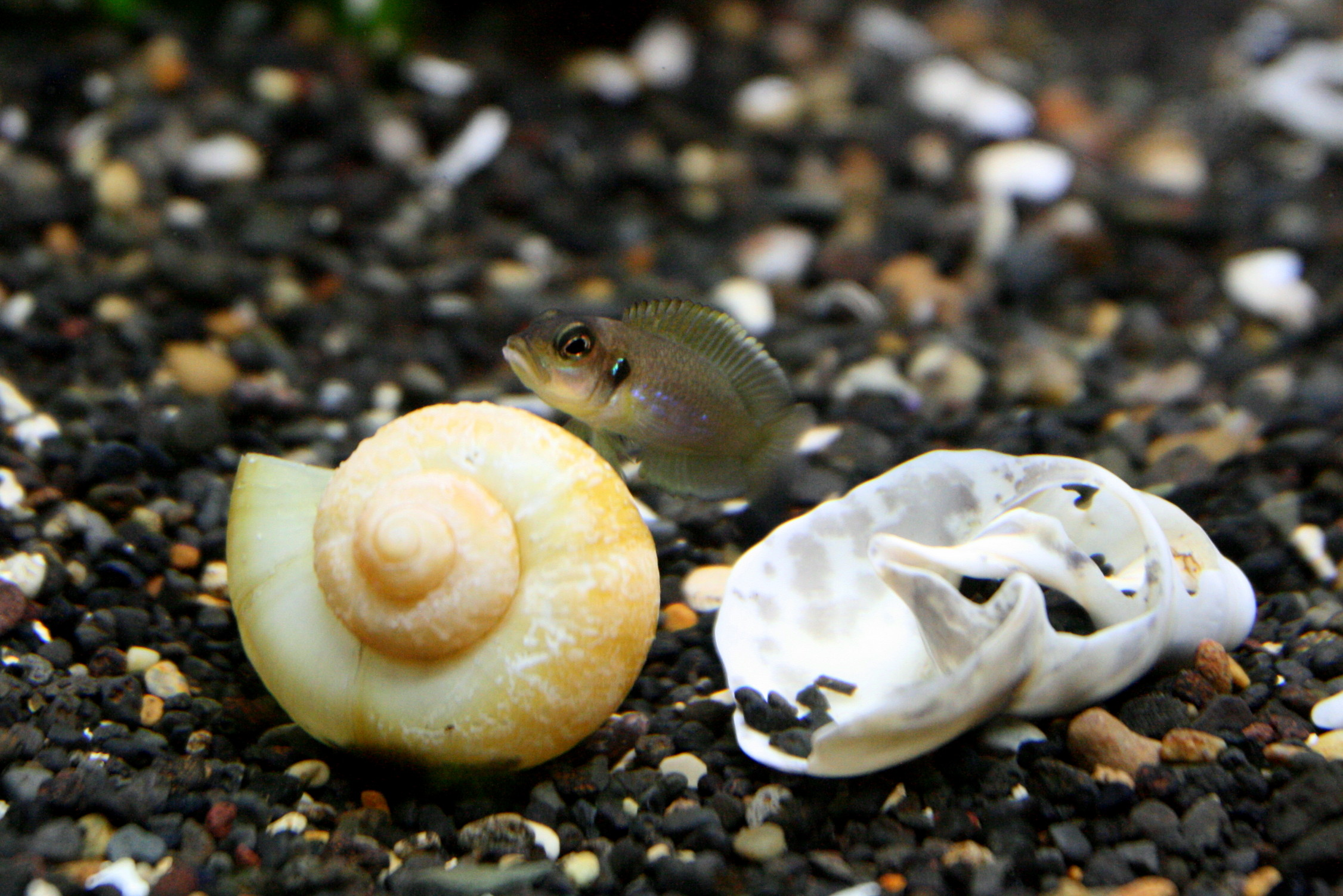
Femelle sur sa coquille, variété « gold/orange ».
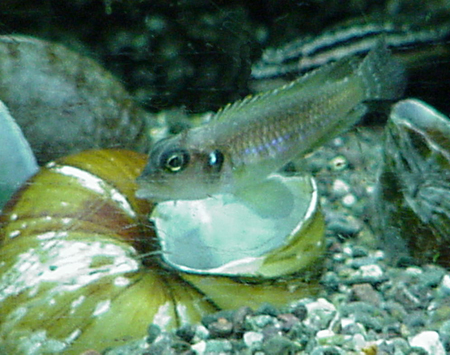
Variété « blanc/argent ».
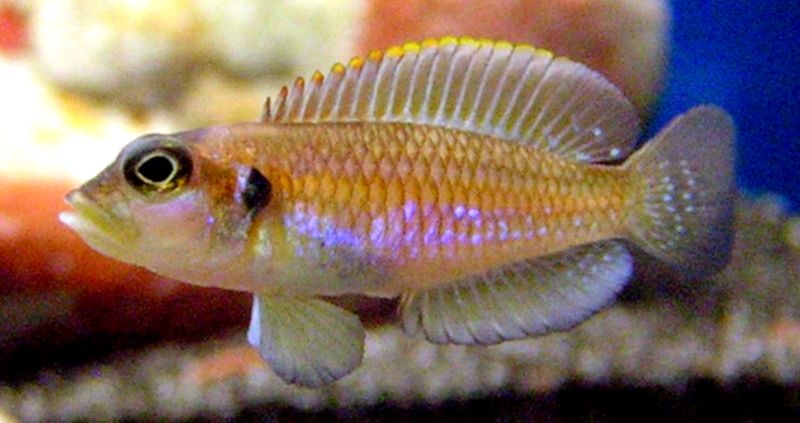
Variété « gold/orange ».

## Systématique
Le nom valide complet (avec auteur) de ce taxon est Lamprologus ocellatus (Steindachner, 1909).
L'espèce a été initialement classée dans le genre Julidochromis sous le protonyme Julidochromis ocellatus Steindachner, 1909.
Lamprologus ocellatus a pour synonymes :
- Julidochromis ocellatus Steindachner, 1909
- Lamprologus lestradei Poll, 1943
- Neolamprolagus ocellatus (Steindachner, 1909)